# Limnoria turae
Limnoria turae es una especie de crustáceo isópodo marino de la familia Limnoriidae.

## Distribución geográfica
Se distribuye por el mar de Alborán.